# Asa'pili
Asa’pili ist eine Plansprache, die von Hans Widmer unter dem Pseudonym p. m. in seinem Werk bolo’bolo erfunden wurde. Einerseits dient sie als künstlerische Sprache, um seine Konzepte zu bezeichnen. Andererseits sieht er sie als eine mögliche neutrale Universalsprache in der utopischen Gesellschaft, die er vorschlägt.
Asa’pili besteht aus wenigen Grundwörtern, jedes durch ein Symbol wie folgt dargestellt.
| Symbol          | Aussprache | Bedeutung                                                                                |
| --------------- | ---------- | ---------------------------------------------------------------------------------------- |
| Symbol für ibu  | ibu        | ich, du, er, sie, es, man, Person, Individuum, Kind, Frau, Mann, Bürger, jemand, niemand |
| Symbol für bolo | bolo       | Basis-Gemeinschaft, Nachbarschaft, Dorf, Stamm, Gemeinde, Kommune                        |
| Symbol für sila | sila       | Gastfreundschaft, Existenzgarantie, Hilfsverpflichtung, Toleranz, Sicherheit             |
| Symbol für taku | taku       | Eigentumsbehälter, Privatbesitz, Geheimnis                                               |
| Symbol für kana | kana       | Hausgemeinschaft, Großhaushalt, Jagdgruppe, Sippe, Großfamilie, Freundeskreis, Bande     |
| Symbol für nima | nima       | Lebensweise, Tradition, Kultur, Religion, Philosophie, Stil, Ideologie, Trip             |
| Symbol für kodu | kodu       | Landwirtschaft, Natur, Nahrungsselbstversorgung, Ernährungsgrundlage                     |
| Symbol für yalu | yalu       | Lebensmittel, Nahrung, Kochkunst, Gastronomie                                            |
| Symbol für sibi | sibi       | Handwerk, Kunst, Industrie, Werkzeuge, Produktion, Kreativität, Tätigkeit                |
| Symbol für pali | pali       | Energie, Brennstoffversorgung, Heizung, Kühlung, Energiekreislauf                        |
| Symbol für sufu | sufu       | Wasser, Wasserversorgung, Bäder, Brunnen                                                 |
| Símbolo de gano | gano       | Gebäude, Wohnung, Baukunst, Zelle, Höhlen, Raum                                          |
| Symbol für bete | bete       | Medizin, Gesundheit, Heilkunst, Vorsorge                                                 |
| Symbol für nugo | nugo       | Selbstmordpille, Tod                                                                     |
| Symbol für pili | pili       | Verständigung, Wissenschaft, Magie, Sprache, Medien, Lernen und Lehren                   |
| Symbol für kene | kene       | Fronarbeit, Auswärtsarbeit, Pflichtarbeit, Gemeinschaftsunternehmung                     |
| Symbol für tega | tega       | Quartier, Kleinstadt, Talschaft                                                          |
| Symbol für dala | dala       | Komitee, Ausschuss, Kommission, Rat, Versammlung, Sitzung, Tagsatzung                    |
| Symbol für dudi | dudi       | Fremdvertreter, Störer, Spion, Beobachter                                                |
| Symbol für fudo | fudo       | Stadt, Bezirk, Einzugsgebiet, Bio-Region, Landschaft, Talschaft                          |
| Symbol für sumi | sumi       | Region, Gegend, Sprachgebiet, Insel, Selbstversorgungsbereich                            |
| Symbol für asa  | asa        | Erde, Menschheit                                                                         |
| Symbol für buni | buni       | Geschenk, Gabe                                                                           |
| Symbol für mafa | mafa       | Gemeinschaftslager, Reservedepot, Gratiswarenhaus, Fahrzeug- und Werkzeugpool, Notvorrat |
| Symbol für feno | feno       | Tauschabkommen, Zusammenarbeitsvertrag, Lieferabkommen, Naturaltausch                    |
| Symbol für sadi | sadi       | Markt, Messe, Jahrmarkt, Tauschzentrale, Börse                                           |
| Symbol für fasi | fasi       | Reise, Transport, Verkehr, Nomadenleben, Walz, Landstreicherei                           |
| Symbol für yaka | yaka       | Streit, Krieg, Duell, Kampfkodex, Gewalt                                                 |

Die Wörter werden vorzugsweise durch ihre Symbole dargestellt. Ein bestimmtes Alphabet ist nicht notwendig. Für die Artikulation wurden wenige Laute ausgewählt, die in vielen Sprachen vorhanden sind. Die Aussprache ist frei.
Man kann Wörter zusammensetzen, zum Beispiel:
- asa'pili bedeutet Weltsprache.
- bolo'bolo bedeutet Menge der bolos.

Die Entstehung der Wörter ist rein zufällig.  Allerdings wurde P.M. durch das Lautsystem der polynesischen Sprachen angeregt. Dort bedeutete bolo'bolo Kommunismus.